# 桐原史雄
桐原 史雄（きりはら ふみお、1945年1月9日 - ）は、日本の男性俳優。島根県出身。本名同じ。

## 人物・来歴
- 島根県立出雲高等学校、明治大学文学部に学ぶ。役者の道へ入る。

## 出演

### テレビドラマ
- 熱中時代・刑事編 第14話「タンジョウビオメデトウ」（1979年、NTV） - 牧村夫妻
- おしん（1984年） - 崎田辰則
- 太陽にほえろ!
- 特別機動捜査隊
- 国盗り物語
- 勝海舟
- 関ヶ原
- 高校教師（1974年）[1]

### 映画
- 激動の昭和史 沖縄決戦（1971年、東宝） - 古兵[2]